# Salomon Bochner
Salomon Bochner (Cracóvia, 20 de agosto de 1899 — Houston, 2 de maio de 1982) foi um matemático austro-húngaro naturalizado estadunidense.